# Koke Corona
Jorge Luis Corona Silva, (Caracas, Venezuela, 2 de febrero de 1961), más conocido como Koke Corona, es un actor, productor y comediante venezolano de ascendencia chilena y argentina, conocido por interpretar a El Loco Hugo en los años 1980 y hasta principios de los 2000  para el programa Bienvenidos de la  cadena de televisión Venevision y también por sus interpretaciones en múltiples telenovelas de Venezuela y producciones cinematográficas.

## Biografía
Nació en Caracas el 2 de febrero de 1961, hijo de inmigrantes, de padre argentino-brasileño y madre chilena que se trasladaron a Venezuela por mejores oportunidades de trabajo siendo su padre el cineasta Juan Corona Bernabeu, también es sobrino de la actriz de cine Argentina Margarita Corona
Desde muy joven incursionó en la actuación gracias a su padre, también se formó como productor y escritor. En 1982 es contratado por el productor Miguel Ángel Landa para iniciar la producción del programa Bienvenidos donde interpretó a "El Loco Hugo", uno de los personajes principales de la Sitcom; con esto su carrera se impulsó internacionalmente, obteniendo papeles en novelas venezolanas y protagonizando películas.
Ha participado en numerosas obras de teatro del programa Bienvenidos presentadas en Colombia y en varias ciudades de Estados Unidos como Miami, New York y Los Ángeles, y ha recibido múltiples reconocimientos gracias a su extraordinario desempeño actoral en numerosas obras de teatro y telenovelas.

## Filmografía
| Año            | Título                                       | Personaje                | Nota                                |
| -------------- | -------------------------------------------- | ------------------------ | ----------------------------------- |
| 2016           | Un Tiro en la espalda                        |                          | Participación Especial              |
| 2005           | El Caracazo                                  | Cheo                     | Película histórica                  |
| 2005           | Lo que viene es bueno                        | Varios                   | Programa de humor producido por VTV |
| 2004           | ¡Qué Suerte!                                 | varios                   | Programa de Univision Puerto Rico   |
| 2004           | La Hojilla                                   | El mismo                 | Programa de política                |
| 2000 2003 2004 | La Guerra de los Sexos                       | El Loco Hugo             | Participante Equipo Masculino       |
| 2004           | Mega Match                                   | El Loco Hugo             | Padrino                             |
| 2003           | La Casa de Cristal VIP: República Dominicana | El mismo                 | Participante                        |
| 2002           | Don Francisco presenta                       | El mismo                 | Invitado                            |
| 1987           | Inocente... y delincuente                    |                          | Personaje secundario                |
| 1982 - 2001    | Bienvenidos                                  | El Loco Hugo Entre otros | Actor Principal                     |
| 1989           | Mujer de Fuego                               | Bazuco                   | Personaje Secundario                |
| 1986           | La generación halley                         |                          | Personaje Secundario                |
| 1985           | Las Amazonas                                 | Otto Guerra              | Personaje Recurrente                |

## El Loco Hugo
Loco Hugo es un personaje de Bienvenidos creado por Miguel Ángel Landa y Koke Corona, siendo el personaje que impulsó su carrera en Latinoamérica y los Estados Unidos. El Loco Hugo es un hombre pálido de cabello erizado, bigote y cejas pronunciadas que viste una bata la cual abre para asustar a las mujeres. Es un hombre que padece de demencia y al que le encanta gastarle bromas a los demás.
El personaje fue descrito por Landa como una versión venezolana de Charles Chaplin.

## Vida personal
Corona es hermano del también actor y humorista, Alejandro Corona, y quien participaba en el programa Cheverísimo (competencia de Radio Rochela). 
En 2005 mostró su apoyo para el entonces presidente Hugo Chávez, llegó a trabajar como productor y guionista de los canales TVes y Venezolana de Televisión, canales a favor del gobierno del mismo.
Actualmente se encuentra retirado por cuestiones de salud.

## Controversias

### Despido de Venevision
Koke Corona se mantuvo como uno de los principales humoristas de la televisora Venevision por casi 20 años, en los cuales realizó unitarios, programas de humor y telenovelas; sin embargo tras la cancelación de Bienvenidos en dicho canal y el traslado de la producción del mismo a Televen, Corona no tenía permitido participar pues su contrato con Cisneros Media le exigía total exclusividad con Venevision. Sin embargo este no apareció en ningún otro programa del canal a excepción de La guerra de los sexos y Mega Match, ambos producidos por Ricardo Peña.
Tras el vencimiento de su contrato, en 2004 su único trabajo era participar en La Guerra de los Sexos, en las grabaciones del juego La cámara de la Tortura este sufrió varias caídas y casi pelea con Daniel Sarcos, Corona se quejó públicamente en el programa La Hojilla de Venezolana de Televisión, que para entonces era una televisora exclusiva en apoyo al gobierno del para entonces presidente Hugo Chávez, tras denunciar la ausencia de trabajo y malos tratos recibidos por Venevision terminó siendo vetado de la nómina del canal.